# Рак самац
Ракови самци су ракови десетоношци из суперпородице Paguroidea.
Већина од око 1.110 врста има асиметрични стомак сакривен у искривљеној љуштури мекушаца. 

## Биолошки опис
Већина врста има дуг, спирално закривљен мек стомак, за разлику од тврдих, калцификованих стомака какве имају сродни ракови. Рак самац штити рањиви стомак пронађеном празном љуштуром, у коју може увући цело тело. Најчешће, ракови самци користе љуштуре морских пужева, мадао неке врсте користе љуштуре шкољки и скафопода, па чак и шупље комаде дрвета и камена. Врх абдомена ракова самца прилагођен је да се чврсто стисне на колумелу пужеве љуштуре. Већина ракова самаца су ноћне животиње. 

### Љуштуре и борба за љуштуре
Како ракови самци расту, потребне су им веће љуштуре. Будући да је доступност подесне нетакнутих љуштура гастропода понекад ограничена, међу раковима самцима се често јавља јака конкуренција. Доступност празних љуштура на неком месту зависи од релативног обиља гастропода и ракова самаца који одговарају једни другима по величини. Подједнако важно питање је популација организама који лове гастроподе, а љуштуре остављају нетакнуте. Ракови самци који се држе заједно могу се борити или убити конкурента да би добили приступ љуштурама које им одговарају. Међутим, ако се ракови значајно разликују по величини, борбе око празних љуштура ће се проредити или их неће ни бити. Ракови самци са премалим љуштурама не расту онолико брзо као они који имају добро припремљене љуштуре, а вероватније је да ће бити поједени ако не могу у потпуности да се увуку у љуштуру.
Како рак самац добија на величини, мора наћи већу љуштуру и напустити претходну. Примећено је неколико врста ракова самца и копнених и морских, који формирају ланац слободних места за размењивање љуштура. Када појединачни рак нађе нову празну љуштуру, напустиће своју љуштуру и прегледати слободну да види да ли му одговара. Ако се утврди да је љуштура превелика, рак се враћа у своју љуштуру, а на испражњену љуштуру чека чак 8 сати. Када стигну нови ракови, они такође прегледају љуштуру и, ако је превелика, чекају са осталима, формирајући низ који може бројати до 20 јединки, поређаних у линији од највећих до најмањих ракова. Чим стигне рак одговарајуће величине за празну љуштуру и затражи је, оставивши своју стару љуштуру празном, сви ракови у реду брзо размењују љуштуре у низу, а сваки се помера до следеће величине.
Познати су случајеви када морске љуштуре нису доступне, па ракови самци користе алтернативе попут лименки или било које друге врсте отпадака. Ракови самци често мешају пластику са љуштурама, а проблем их је убија на милионе. Једном када уђу у комад пластичног отпада, често заглављују и умиру од глади. Истраживачи су открили да ако чак и само један рак замени пластику за љуштуру, то може изазвати „ужасну ланчану реакцију”, јер кад један угине, он шаље хемијски сигнал који упозорава друге да постоји нова љуштура. Због тога мноштво ракова креће у потрагу за љуштуром и упада у пластичну замку.
Неке веће морске врсте држе једну или више морских саса на љуштури да би плашили грабљивце. Морске сасе имају корист јер једу остатке хране ракова. Познати су и други веома блиски симбиотски односи морских маховина и ракова самаца који формирају бриолите.

### Развој и размножавање
Ракови самци се разликују у распону величине и облика, од врста са оклопом дугачким само неколико милиметара до Coenobita brevimanus, која може живети 12-70 година и може бити величине кокоса. Рак самац без љуштуре кокосов рак (кокосов рак) највећи је копнени бескичмењак на свету.
Младе јединке се развијају у фазама, при чему се прве две (протозоа и науплијус) јављају унутар јајета. Већина ларви ракова самаца излеже се у трећем ступњу, зое. У овој фази ларве, рак има неколико дугих бодљи, дуг, узан стомак и велике антене. После свега следи завршни стадијум ларве, мегалопа.
За ракове самце се сматра да живе врло кратко, свега неколико месеци, али врсте попут Coenobite clypeatus имају животни век од 23 године ако се правилно негују, а неке су живеле и дуже од 32 године.

## Класификација
Ракови самци су сроднији јастозима и порцеланским раковима него правим раковима (Brachyura). Међутим, однос краљевских ракова према остатку Paguroidee био је врло спорна тема. Многа истраживања заснована на њиховим физичким карактеристикама, генетским информацијама и комбинованим подацима показују дугогодишњу хипотезу да су краљевски ракови у породици Lithodidae изведени ракови самци који потичу из Pagurida и који би требало да буду класификовани као породица унутар Paguroidea. Молекуларни подаци оповргавају алтернативни приказ заснован на морфолошким аргументима да се Lithodidae (краљевски ракови) сврставају са Hapalogastridae у посебну суперпородицу Lithodoidea. Шест породица је формално препознато у надпородици Paguroidea, која садржи око 1.100 врста у 120 родова.

## Фосилни записи
Фосилни записи ракова самца in situ помоћу љуски гастропода сежу до касне креде. Пре тог времена, бар неки ракови самци користили су амонитске љуштуре, као што се може видети на примерку Palaeopagurus vandenengeli из глинених слојева у Спитону, Јоркшир, Енглеска из доње креде.